# Башни Ламар
Башни Ламар — находящиеся на стадии строительства небоскрёбы-близнецы Джидды, Саудовской Аравии. Строительство башен остановлено из-за банкротства компании застройщика. Небоскрёбы-близнецы в Джидде, Саудовская Аравия, расположенные на северной набережной города. Проект включает две башни: южную высотой 310 метров (71 этаж) и северную высотой 290 метров (63 этажа). Строительство началось в 2008 году, но было приостановлено из-за банкротства первоначального застройщика. В 2023 году проект был приобретён компанией Asmo Company, дочерней структурой Sumou Holding, с целью завершения строительства к 2025 году.

## Общие сведения
С окончанием строительства башни станут высочайшими зданиями Джидды и вторыми по высоте в королевстве, а также одними из его главных достопримечательностей. Высота башен составляет 293 м (1 башня) и 322 м (2 башня), число этажей 68 и 73. Также будут подземные этажи, на которых может вместится до 500 автомобилей. Стоимость строительства одной башни составляла 533 миллиона долларов.
Строительство предполагалось завершить в 2012 году, но затем дата была передвинута на 2013, затем на 2015, затем на 2016, а после на 2018 год, но теперь строительство заморожено.
- Местоположение: Джидда, Саудовская Аравия
- Координаты: 21°35′39″ с. ш. 39°06′25″ в. д.
- Архитектор: RMJM (Роберт Мэттью Джонсон-Маршалл)
- Разработчик: первоначально Cayan Investment & Development; с 2023 года — Asmo Company
- Основной подрядчик: Drake & Scull Construction
- Статус: строительство возобновлено, планируемое завершение — 2025 год

2015

## Архитектура и назначение
Башни выполнены в постмодернистском стиле и предназначены для смешанного использования:
- Жилые помещения: апартаменты с 1–4 спальнями, пентхаусы и «королевские» этажи
- Коммерческие площади: офисы, торговый центр Lamar Mall с бутиками и ресторанами
- Инфраструктура: спортивный центр, спа-салон, подземная парковка более чем на 500 автомобилей

## История проекта
- 2008: начало строительства компанией Cayan
- 2012: строительство приостановлено из-за финансовых трудностей
- 2013: передача проекта подрядчику Drake & Scull Construction
- 2023: приобретение проекта компанией Asmo Company и переименование в Sumou Towers